# ジョーズの追跡
ジョーズの追跡（じょーずのついせき、原題：Cannery Rodent）は、トムとジェリーの短編作品の一つ。1967年製作。製作はチャック・ジョーンズ（Chuck Jones）。

## 作品内容
とある港。トムとジェリーはいつものように追いかけっこをしていた。しかし水産加工工場のベルトコンベアに巻き込まれ、2匹とも缶詰にされてしまう。
トムは爪を使って缶をこじ開け、無事に脱出したものの、海に落ちた拍子に鮫に追いかけ回される。なんとか逃げきり、笑う鮫に錨を投げつける。みごとに命中し鮫を挑発。そしてまた追いかけっこを再開するが、またもやトムは海に落ち、鮫の餌食になりかけるが梯子で逃げ、オールで鮫を打ち据えるが、鮫の口の中に落ちて絶体絶命。
ジェリーはトムのピンチを救うため、鮫の口にありったけの胡椒をふりかける。鮫は勢いよくくしゃみをし、鮫は後ろに吹っ飛び水産加工場のベルトコンベアに流され、缶詰にされてしまった。
ジェリーはトムが無事に助かり、ひと安心。ところが恩を仇で返さんとばかりにトムがジェリーを捕まえようとして…。

### 備考
今作では、サブタイトルより先にスタッフクレジットが表示される（トムとジェリーがベルトコンベアに巻き込まれ、缶詰に加工されている場面で製作スタッフ名を表示）。

## 登場キャラクター
トム
ジェリーを追いかけるうちに缶詰工場のベルトコンベアに巻き込まれ、ジェリー共々缶詰にされる。やがて（自らの爪で蓋を開けて）缶詰の缶から脱出しジェリーを缶詰ごと捕まえようとするも、途中でサメに襲われる。その後ジェリー缶を再度見つけたため・自らの爪を缶切りにしてジェリー缶の蓋を開けたのち中に指を入れると、ジェリーに指を噛まれたのち逃げられてしまい、再度「サメを交えた追いかけっこ」を開始。やがて自身を食べようとしたサメに胡椒をかけてくしゃみさせたジェリーに救出されたが、最後はサメに再度追いかけられる。だが実際に自身を追う主はジェリーで・「本物のサメが来た」と思わせるべくダミーのサメひれを持って海面に出し、ジェリー自身はゴーグルと足ひれを着用し水中からトムを追いかけている。
ジェリー
トムに追いかけられるうちに缶詰工場のベルトコンベアに巻き込まれ、トム共々缶詰にされてしまうが、トムが自らの爪で自身の缶詰蓋を開けるとトムの指を噛んで反撃した。やがてトムを食べようとしたサメに胡椒をかけてくしゃみをさせる形でトムを救出。サメはくしゃみの反動で缶詰工場のベルトコンベアまで飛ばされ缶詰加工された。最後は自身が「ダミーのサメひれ」を持って海面に出し、ゴーグルと足ひれを着用して「本物のサメ来た」と思わせる方法でトムを追いかけた。
サメ
海に落ちたトムに襲い掛かるが、ジェリーの介入もあり返り討ちにされ、最後は缶詰加工されてしまう。

## 日本でのテレビ放映
1980年頃、日本テレビ系「木曜スペシャル・おかしなおかしな トムとジェリー 大行進」の枠内で放映され、その後も再放送された。DVDにも収録。

## 関連事頂
- トムとジェリー
- メトロ・ゴールドウィン・メイヤー
- カートゥーン
- チャック・ジョーンズ